# رونالد ستيوارت بيرت
رونالد ستيوارت بيرت (بالإنجليزية: Ronald Stuart Burt) هو عالم اجتماع أمريكي، ولد في 1949.